# Heteropalpia
Heteropalpia là một chi bướm đêm thuộc họ Erebidae.

## Các loài
- Heteropalpia acrosticta Püngeler, 1904
- Heteropalpia cortytoides Berio, 1939
- Heteropalpia makabana Hacker & Fibiger, 2006
- Heteropalpia profesta Christoph, 1887
- Heteropalpia rosacea Rebel, 1907
- Heteropalpia vetusta Walker, 1865
- Heteropalpia wiltshirei Hacker & Ebert, 2002